# 하우스홀더 변환
하우스홀더 변환(Householder reflection,Householder transformation)은 소행렬식의 재귀적인 절차의 반복 수렴으로 하우스홀더 리플렉터(Householder reflector)를 구성한다.
QR 분해에서 하우스홀더 리플렉터를 이용하여 한 열씩을 상삼각행렬로 접근해 바꾸어감으로써 {\displaystyle Q}와 {\displaystyle R}을 구할 수 있는데,
이 방법은 {\displaystyle Q}행렬을 하우스홀더 행렬의 곱으로 구해주기 때문에, 직접 {\displaystyle Q}를 구할 수 없을 때 유용하다.
또한 부동소수점 연산에서도 오차가 누적되지 않는 성질이 있다.
또, 그람-슈미트 방법과 기븐스 회전 방법과 함께 QR 분해에서 고유한 방법을 제공한다.
하우스홀더 변환은 밴드 행렬의 일종인 3중대각행렬처럼 밴드 행렬을 만들기도 한다.

## 성질
{\displaystyle \alpha =-sgn(a_{k+1,k}^{k}){\sqrt {\sum _{j=k+1}^{n}(a_{jk}^{k})^{2}}}}
{\displaystyle sgn()}는 부호함수
{\displaystyle r={\sqrt {{{1} \over {2}}(\alpha ^{2}-a_{k+1,k}^{k}\alpha )}}}
{\displaystyle v_{1}^{k}=v_{2}^{k}=\cdots =v_{k}^{k}=0;}
{\displaystyle v_{k+1}^{k}={{a_{k+1,k}^{k}-\alpha } \over {2r}}}
{\displaystyle v_{j}^{k}={{a_{jk}^{k}} \over {2r}}}
{\displaystyle j=k+2,k+3,\ldots ,n}
{\displaystyle Q^{k}=I-2v^{(k)}(v^{(k)})^{T}}
{\displaystyle A^{(k+1)}=Q^{k}A^{(k)}Q^{k}}

## 예
하우스홀더변환에의한 {\displaystyle 4\times 4matrix} 의 3중대각행렬 유도과정
{\displaystyle \mathbf {A} ={\begin{bmatrix}4&1&-2&2\\1&2&0&1\\-2&0&3&-2\\2&1&-2&-1\end{bmatrix}}}
우선, 첫번째 하우스홀더 행렬을 구하면,

{\displaystyle Q_{1}={\begin{bmatrix}1&0&0&0\\0&-1/3&2/3&-2/3\\0&2/3&2/3&1/3\\0&-2/3&1/3&2/3\end{bmatrix}}}
{\displaystyle A_{1}=Q_{1}AQ_{1}={\begin{bmatrix}4&-3&0&0\\-3&10/3&1&4/3\\0&1&5/3&-4/3\\0&4/3&-4/3&-1\end{bmatrix}}}
{\displaystyle A_{1}}을 이용해서
{\displaystyle Q_{2}={\begin{bmatrix}1&0&0&0\\0&1&0&0\\0&0&-3/5&-4/5\\0&0&-4/5&3/5\end{bmatrix}}}
{\displaystyle A_{2}=Q_{2}A_{1}Q_{2}={\begin{bmatrix}4&-3&0&0\\-3&10/3&-5/3&0\\0&-5/3&-33/25&-68/75\\0&0&-68/75&149/75\end{bmatrix}}}
이것은 두 단계를 거쳐 프로세스가 완료된다.
이것의 최종 결과는 원래의 것과 유사한 형태인 {\displaystyle 3\times 3}행렬의 3중대각행렬이다.

## 같이 보기
- 하우스홀더 행렬
- 5중대각행렬
- 케일리 변환(Cayley transform)

## 참고
- http://mathworld.wolfram.com/HouseholderMatrix.html